# Eupithecia certa
Eupithecia certa là một loài bướm đêm trong họ Geometridae.